# 亞當斯鎮區 (愛荷華州特拉華縣)
亞當斯鎮區（英語：Adams Township）是位於美國愛荷華州特拉華縣的一個行政鎮區。

## 地方資料
根據2010年美國人口普查的數據，亞當斯鎮區的面積為93.94平方千米，當中陸地面積為93.94平方千米，而水域面積為0.00平方千米。當地共有人口781人，而人口密度為每平方千米8.31人。